# Feia
 Feia es un género de peces de la familia de los Gobiidae en el orden de los Perciformes.

## Especies
Las especies de este género son:
- Feia dabra Winterbottom, 2005
- Feia nota Gill & Mooi, 1999
- Feia nympha Smith, 1959
- Feia ranta Winterbottom, 2003